# کنت (میزوری)
کنت (به انگلیسی: Kennett) شهری در شهرستان دانکلین ایالت میزوری است که جمعیت آن در سرشماری سال ۲۰۱۰ میلادی ۱۰٫۹۳۲ نفر بوده است.